# Бурубайтал (село)
Бурубайта́л (каз. Буырылбайтал) — село у складі Мойинкумського району Жамбильської області Казахстану. Входить до складу Чиганацького сільського округу.
У радянські часи село називалось Бурилбайтал.
Населення — 73 особи (2021; 315 у 2009, 238 у 1999, 256 у 1989).